# Гетц, Бернард
Бернард Хьюго Гëтц (род. 7 ноября 1947 года) — американец, ставший известным из-за судебного скандала, ставшего спором об условиях самозащиты в жизни.

## Биография

### Ранние годы
Гётц родился 7 ноября 1947 года в районе Кью Гарденс в Нью-Йоркском Куинсе, в семье Бернарда Вилларда Гётца-старшего и Гертруды Гётц. Его родители были иммигрантами из Германии, встретившимися в США. Отец Гётца был лютеранином, мать, которая была еврейкой, обратилась в религию мужа.
Гётц жил с родителями и тремя старшими детьми в северной части штата Нью-Йорк, где отец держал молочную ферму и занимался переплётным делом. Будучи подростками Гётц с сестрой учились в школе-интернате в Швейцарии. Гётц вернулся в Соединённые Штаты в 1965, чтобы продолжить обучение в колледже, и получил степень бакалавра в ядерной и электротехнике в Нью-Йоркском университете. В это время его родные уже жили в Орландо во Флориде, Гётц присоединился к ним и стал работать в строительном бизнесе своего отца. Он был женат, но вскоре развёлся и переехал в Нью-Йорк, где занимался электроникой в Гринвич-Виллидж.

### Стрельба в метро
22 декабря 1984 года 37-летний манхеттенский электрик Бернард Гëтц ехал в поезде метро. В то время Нью-Йорк наводнила преступность, а поезда метро называли «лимузинами для уголовников». В поезде Гëтца окружили четверо чёрных молодых людей в возрасте 18 и 19 лет, блокировав его от остальных пассажиров вагона. Один из которых спросил: «Как дела?» На это Гëтц ответил: «Нормально». Подросток, услышав ответ, произнёс: «Дай мне пять долларов».
Гетц достал из кармана короткоствольный револьвер 38 калибра и в упор выстрелил во всех четверых. Они остались живы, но один из них, по имени Даррел Кэйби, стал калекой с повреждённым мозгом и параличом ног.

### Арест и суд. Общественное мнение
Гëтца арестовали и судили, но присяжные признали его стрельбу необходимой самообороной и приговорили к тюремному заключению за незаконное хранение оружия. Гëтц стал героем в глазах общественности всех рас — одни превозносили его как настоящего гражданина, другие называли его расистом и линчевателем. Волонтёрская организация Guardian Angels, состоящая в основном из темнокожих и латиноамериканских подростков, собрала для него деньги. Афроамериканская правозащитная организация Конгресс расового равноправия также заявила о своей поддержке Гетца.
Берни провёл в тюрьме 250 дней, а родители парализованного Даррела Кэйби обратились к адвокату-правозащитнику Рону Кьюби и подали на Гëтца в гражданский суд, который в итоге постановил взыскать с Берни в пользу искалеченного им юноши 43 млн долларов. С тех пор, по словам Кьюби, Гëтц не заплатил ни цента, поскольку взять с него нечего.

### Дальнейшая судьба Гетца
Гëтц занялся общественной деятельностью. В 2001 году баллотировался на пост мэра Нью-Йорка, обещая ослабить борьбу с наркотиками. Он также предлагал ввести вегетарианскую диету в учебных заведениях, больницах и тюрьмах, если станет мэром.

## В массовой культуре
- Гëтц упоминается в 7 сезоне 2 серии телесериала «Рэй Донован».
- Случай Гëтца обыгрывается во втором эпизоде первого сезона сериала «Закон и порядок» («Блюз для парня из подземки»), а также упоминается в 3-м эпизоде сериала «Закон и порядок: суд присяжных».
- В 4 эпизоде 6 сезона мультсериала «Гриффины» (Family Guy) Куагмаер шутит про Берни Гëтца. «Чего ещё в новостях? Берни Гëтц! Вы слыхали об этом? Этот парень Берни Гëтц пристрелил кучу грабителей в метро. Думаю пригласить его, когда пойду к тёще в гости!»
- Упоминается в 17 серии 1 сезона и 10 серии 3 сезона сериала «Мыслить как преступник».
- В 7 серии 2 сезона сериала «Сорвиголова» от Netflix один из присяжных на суде называет Карателя Берни Гëтцем.
- В фильме «Джокер» 2019 года имеется схожая сцена — когда главного героя в метро начинают избивать, он достаёт револьвер и стреляет в своих обидчиков. Несмотря на отличия, существует теория, что данная сцена основана на реальном случае, произошедшем с Бернардом Гëтцем.